# Tsjechische nationale wedergeboorte
De Tsjechische nationale wedergeboorte (Tsjechisch: České národní obrození) is de naam die wordt gegeven aan een politiek proces dat plaatsvond in de 18e en 19e eeuw in Oostenrijk-Hongarije. Het doel van de beweging was het laten opleven van de Tsjechische cultuur, taal en nationale identiteit. 
Na de Slag op de Witte Berg in 1620 leden de Tsjechische landen onder de germanisering die werd doorgevoerd door de vorsten van Habsburg. Het gebruik van de Tsjechische taal verminderde sterk, vooral in de politiek, de literatuur en het onderwijs. In Tsjechisch geschreven boeken werden verbrand en publicaties in het Tsjechisch werden gezien als ketterij door de jezuïeten. 
Tijdens de Tsjechische nationale wedergeboorte werd geprobeerd de Tsjechische cultuur te laten opleven, en met succes. Als resultaat van het proces is in 1818 het Nationaal Museum opgericht en in 1881 het Nationaal Theater. Bekende aanhangers van de Tsjechische wedergeboorte zijn: František Palacký, Karel Jaromír Erben, Ema Destinnová, Božena Němcová, Josef Dobrovský en Josef Jungmann. De symfonische gedichtenserie Má Vlast van Bedřich Smetana stamt uit de tijd van de nationale wedergeboorte. De gedichten gaan over aspecten van het landschap en de geschiedenis van Bohemen.